# William Petty

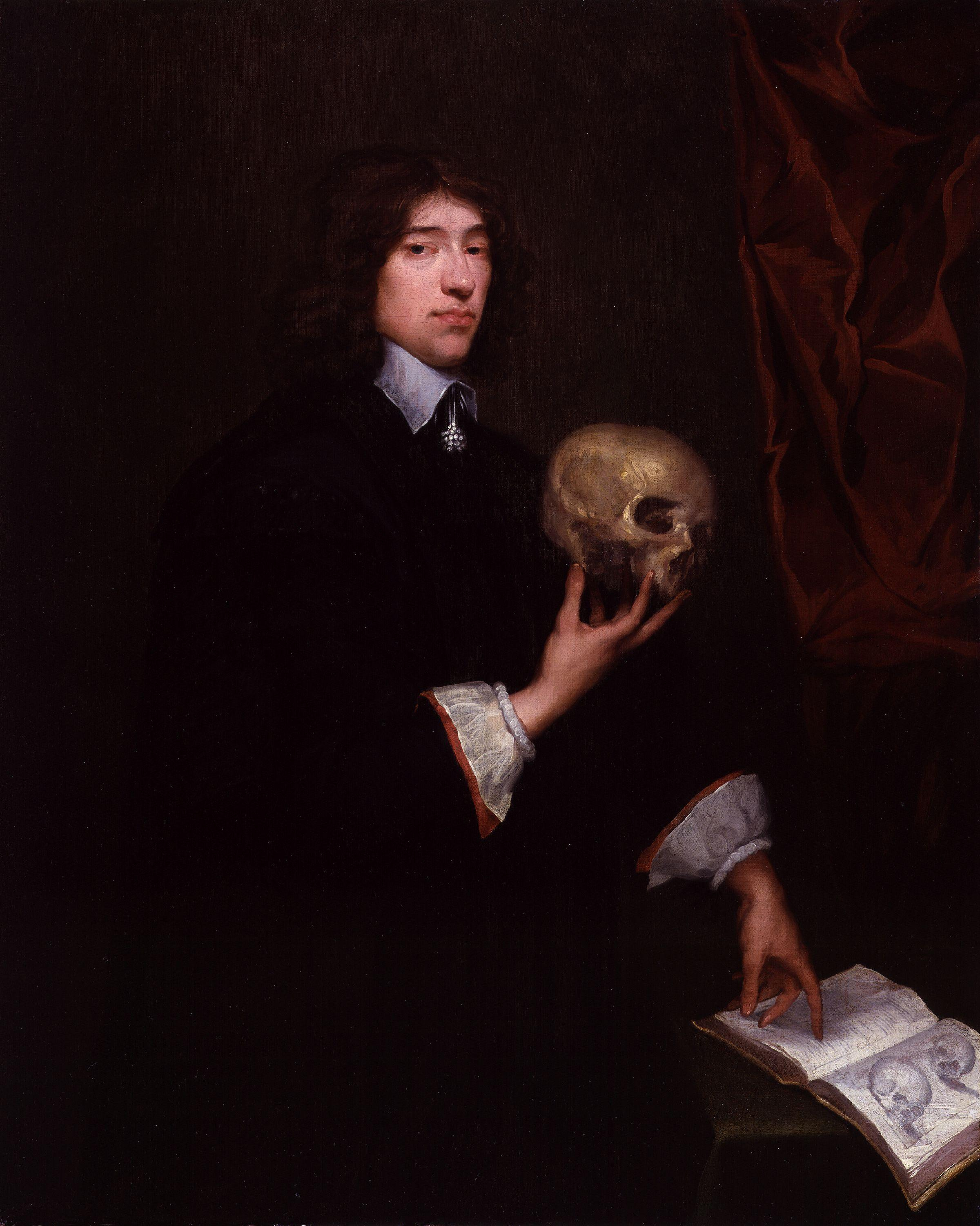
Sir William Petty, Gemälde von Isaac Fuller (1606/1620?–1672), um 1650

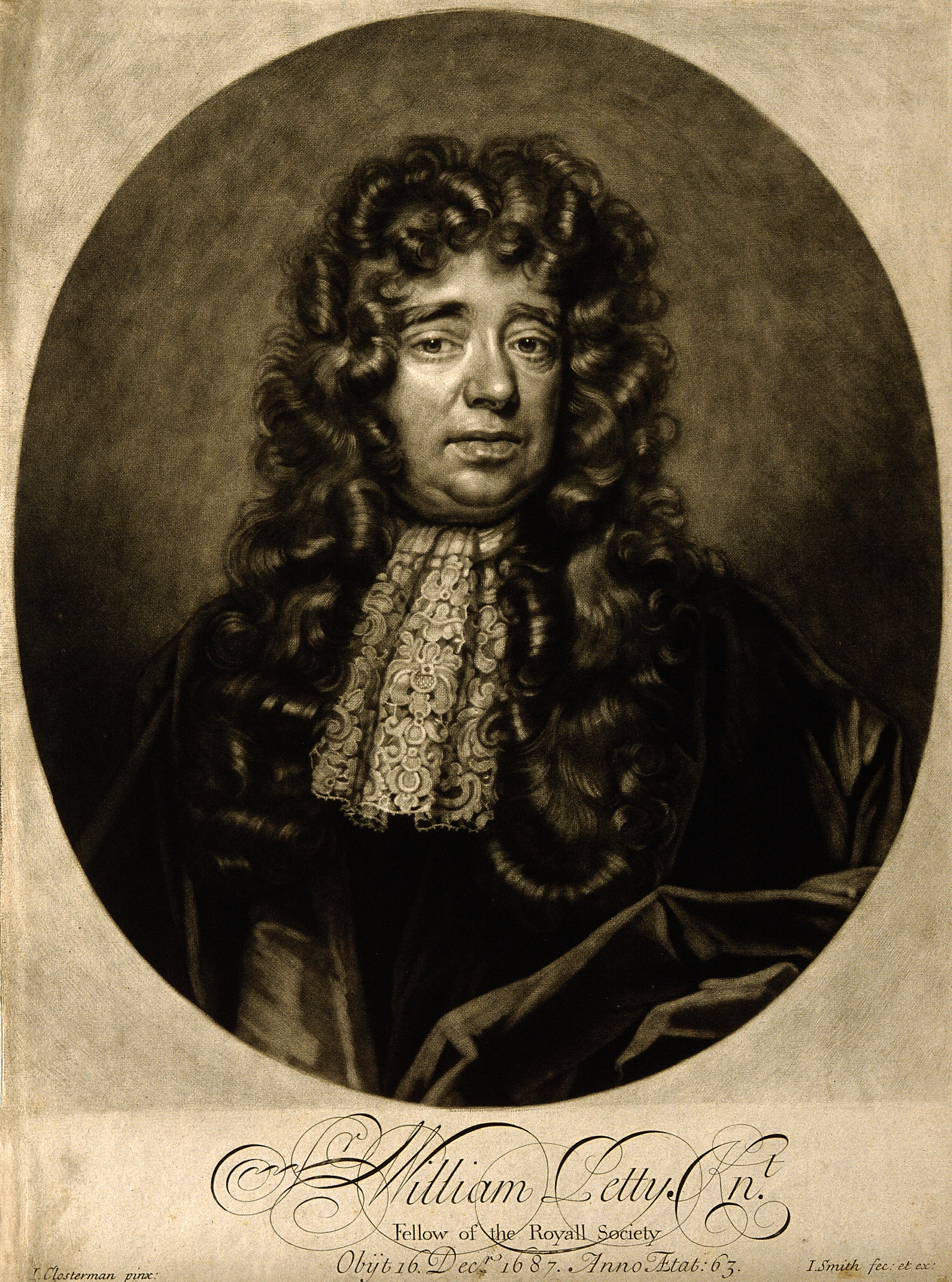
Sir William Petty im Alter von 63 Jahren

Sir William Petty (* 27. Mai 1623 in Romsey in der Grafschaft Hampshire; † 16. Dezember 1687 in London) war ein Ökonom, Wissenschaftler und Philosoph. Er gehört zu den Gründungsmitgliedern („Founder Fellow“) der Royal Society.

## Leben und Wirken

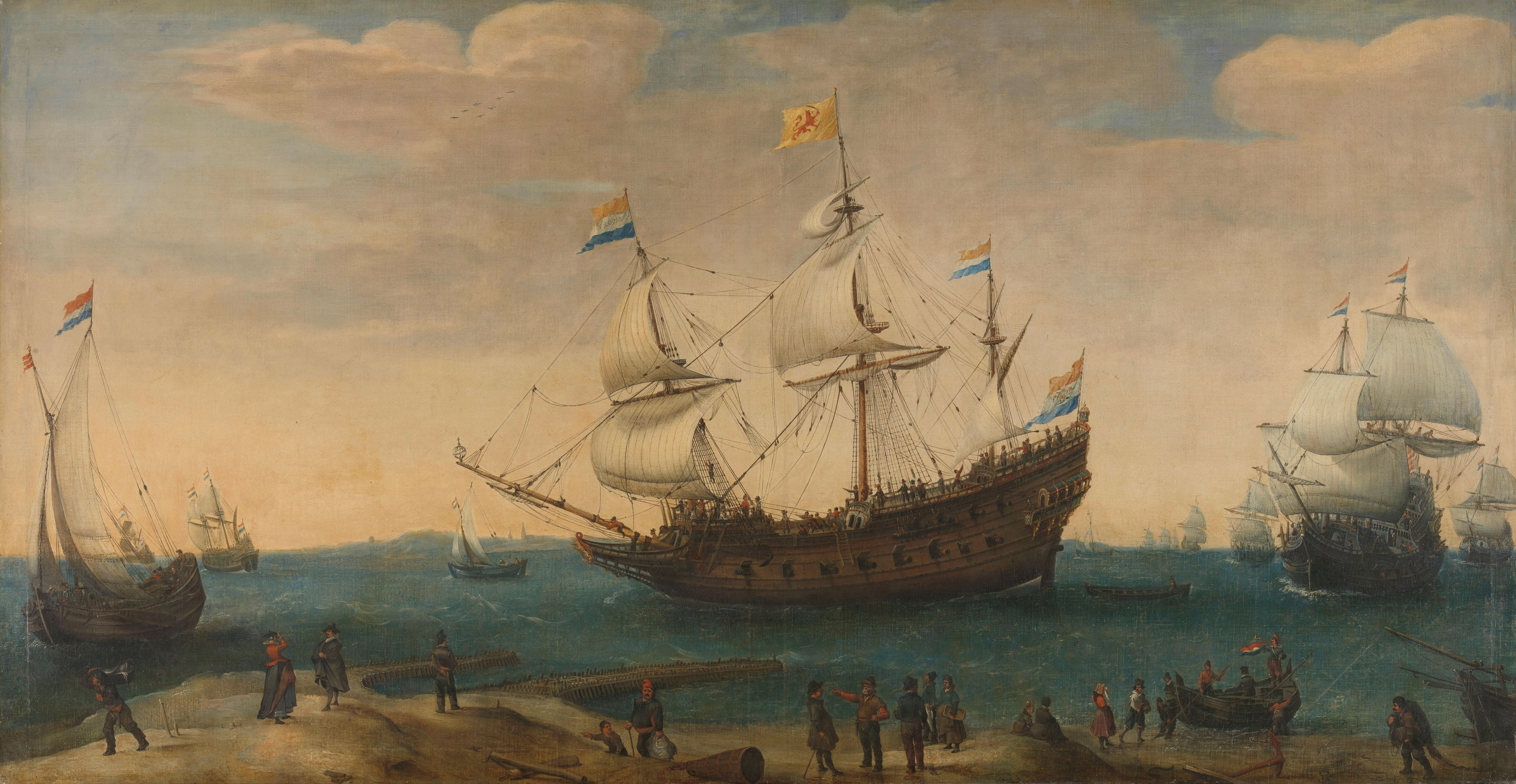
Hendrick Cornelisz Abfahrt der Segelschiffe der Ostindischen Gesellschaft, 1630–1640 Rijksmuseum (Amsterdam)

Petty wurde in bescheidenen Verhältnissen geboren. Mit zwölf Jahren war er bereits ein geschickter Schmied, Uhrmacher und Tischler. Als Jugendlicher ging er als Schiffsjunge zur See. Mit 14 Jahren nahm er am Jesuitenkolleg in Caen seine Studien wieder auf, Latein, Altgriechisch und Französisch sowie Mathematik und Astronomie. Danach kehrte er nach England zurück. 1643, während des Englischen Bürgerkrieges, floh er nach Holland, wo er sich mit Anatomie beschäftigte. In Amsterdam wurde er der persönliche Sekretär von Thomas Hobbes; dadurch begegnete er auch René Descartes, Pierre Gassendi und Marin Mersenne.
Nach dem Ende des Bürgerkrieges ging er 1646 nach Oxford, um Medizin zu studieren. 1651 wurde er Professor der Anatomie in Oxford und der Musik am Gresham College in London. 1652 schloss er sich der Armee von Oliver Cromwell in Irland als Generalarzt an. Seine Opposition gegen den herkömmlichen Unterricht und vielleicht die Bekanntschaft mit der neuen Wissenschaftsauffassung von Francis Bacon hatten ihn aus Oxford vertrieben. 1654 erhielt er die Aufgabe, ganz Irland in ein Kataster einzutragen: Es war das Down Survey, das er 1656 vollendete. Die Bedeutung dieser Aufgabe lag darin, dass Cromwell seine Gläubiger mit Landbesitz abfand. Petty wurde ebenfalls mit Grundbesitz entlohnt; er erhielt 30.000 acres im Südwesten Irlands sowie 9.000 livres. Die Höhe des Betrages führte zu Argwohn. Bis zu seinem Tod wurde er der Bestechung und des Betruges verdächtigt, ohne dass jedoch formelle Beweise erbracht wurden.
Nach seiner Rückkehr nach England als Parteigänger von Cromwell scheiterte 1659 seine Wahl ins Parlament. Trotz seiner politischen Überzeugung wurde er während der Restauration gut behandelt, wenn er auch einen Teil seines Eigentums verlor. Am 28. November 1660 gehört Petty den zwölf Gründungsmitgliedern („Founder Fellows“) der Royal Society. 1662 schrieb er sein erstes wirtschaftswissenschaftliches Werk A treatise of taxes and contributions („Traktat über die Besteuerung“).
Er versuchte sich ohne großen Erfolg in Schiffsarchitektur, wurde am 11. April 1661 von König Charles II. zum Knight Bachelor („Sir“) geschlagen und ging 1666 zurück nach Irland. Die Ereignisse, die ihn von Oxford nach Irland führten, markieren seine Entwicklung von der Medizin und den Naturwissenschaften in Richtung der Sozialwissenschaften. Fortan widmete er ihnen dort sein Leben. Sein Hauptinteresse wurde der Wohlstand Irlands, und er schlug zahlreiche Mittel vor, um es aus seiner Rückständigkeit herauszubekommen. Jürgen Kuczynski schreibt, dass Petty zahlreiche technischen Erfindungen gemacht und viele wissenschaftliche Aufsätze und Broschüren verfasst hat. Sie beschäftigen sich mit medizinischen, allgemein naturwissenschaftlichen und mit gesellschaftlichen Fragen. Manche zählten ihn sogar zu den größten Dichtern in lateinischer Sprache seiner Zeit. Er hinterließ mehr als fünfzig Kisten, gefüllt mit Manuskripten, von denen nur ein Teil veröffentlicht worden ist.
Der sowjetisch-russische Theorienhistoriker Andrej Anikin nennt Petty den „Kolumbus der politischen Ökonomie“, der sich selbst die Erfindung der politischen Arithmetik – der Statistik – als größte Leistung zuschrieb, aber mit „gewissermaßen nebenher geäußerten Gedanken über Wert, Grundrente, Arbeitslohn, Arbeitsteilung und Geld […] Grundlagen der wissenschaftlichen Ökonomie geschaffen“ habe. „Sie sind das eigentliche ‚ökonomische Amerika‘, dass der neue Kolumbus entdeckt hat.“ Karl Marx nannte Petty den „Vater der politischen Ökonomie“ und bezeichnete ihn als einen „der genialsten und originellsten ökonomischen Forscher“.

## Ökonomische Theorien
Petty ist Merkantilist, wenn er die Händler und Seeleute, einschließlich die Piraten, als die produktivsten Arbeiter bezeichnet, sofern sie der Nation mehr einbringen als die Manufakturisten und Bauern. Er teilt die Auffassung der Monetaristen, dass Gold und Silber wertvollere Formen des Reichtums sind als andere Waren. Doch „das Geniale der politischen Ökonomie Pettys besteht gerade darin, daß er sich zugleich von diesen Auffassungen löst  und einen großen Beitrag dazu leistet, die ökonomischen Gesetze des Kapitalismus aus dessen Produktionsverhältnissen abzuleiten“, schreibt Peter Thal.
Pettys bemerkenswerteste Leistung ist die Begründung der Arbeitswerttheorie. Er bestimmt den Wert des Korns durch die in ihm enthaltene Arbeitszeit. Die Grundrente, neben dem Handelsprofit die zu seiner Zeit wichtigste Form des Mehrwerts, ist für Petty gleich dem Teil des Werts, der den Arbeitslohn übersteigt. „… es bleibt dabei das Bedeutende, daß … die Rente … nicht aus dem Boden, sondern aus der Arbeit abgeleitet ist, das Surplus der Arbeit über das zum Lebensunterhalt des Arbeiters hinaus Nötige.“ William Petty bestimmt den Bodenpreis als kapitalisierte Grundrente. Marx dazu: „daß … der Wert des Landes nichts ist als für eine bestimmte Zahl von Jahren voraus gekaufte Rente, eine verwandelte Form der Rente selbst, in der z. B. 21 Jahre surplus value (oder Arbeit) als Wert des Landes erscheint: kurz der Wert des Landes nichts ist als kapitalisierte Rente. So tief dringt Petty in die Sache ein.“
Petty zog eine widersprüchliche Bilanz seines Lebens. Bescheidenen Ursprungs hatte er den Weg in die intellektuelle Elite gefunden, und mit 35 Jahren war er ein reicher Mann. Seine Zeitgenossen betrachteten ihn als einen glänzenden Geist, anständig und vernünftig. Trotzdem blieb er der Dauerhaftigkeit seines Eigentums unsicher und durch seine politischen Misserfolge frustriert. 1685 kehrte er zurück nach London und starb dort zwei Jahre später.

## Schriften (Auswahl)
- The advice of W.P. to Mr. Samuel Hartlib for the advancement of some particular parts of learning. London 1647? (Volltext, Digitalisat).
- A declaration concerning the newly invented art of double writing […]. London 1648 (Volltext).
- A brief of proceedings between Sr. Hierom Sankey and Dr. VVilliam Petty with the state of the controversy between them tendered to all indifferent persons. London [1659] (Volltext).
- Reflections upon some Persons and Things in Ireland […]. London 1660 (Digitalisat).
- A treatise of taxes and contributions […]. London 1662 (Volltext, Digitalisat).
- An essay concerning the multiplication of mankind: together with another essay in political arithmetick, concerning the growth of the city of London: with the measures, periods, causes, and consequences thereof. 1682.
  - 2. überarbeitete und erweiterte Auflage. London 1686 (Digitalisat, Digitalisat).
  - 3. überarbeitete und erweiterte Auflage. London 1698 (Volltext, Digitalisat).

postum
- Political arithmetick […]. London 1690 (Volltext, Digitalisat).
- The political anatomy of Ireland […] to which is added Verbum sapienti […]. London 1691 (Volltext, Digitalisat).
- Quantulumcunque concerning money […] anno 1682. London 1695 (Volltext, Digitalisat).

Sammelbände
- Charles Henry Hull (Hrsg.): The economic writings of Sir William Petty. 2 Bände, Cambridge 1899. (Band 1, Band 2).